# 黃世英
黃世英，中華民國（台灣）政治人物，曾任鄉長、高雄縣議員，後代表中國國民黨在農民團體當選為第一屆第一、二次增額立法委員。